# Историко-краеведческий музей (Нижний Тагил)
Историко-краеведческий музей Нижнего Тагила — главный и старейший музей Нижнего Тагила, располагается на проспекте Ленина на берегу Тагильского пруда в Ленинском районе, в центральной части города. Входит в состав Нижнетагильского музея-заповедника «Горнозаводской Урал». Музей находится в здании бывшего лабораторного флигеля при Заводской конторе, выстроенном по проекту А. П. Чеботарёва. Вместе с Горсоветом, зданием исторического архива и флигелем образует единый архитектурный комплекс, именуемый «Тагильский кремль».

## История
Современный нижнетагильский Историко-краеведческий музей появился в 1840 году как «Музеум естественной истории и древностей». Музей был создан на основе экспонатов выставки, организованной для цесаревича Александра Николаевича, который нанёс визит в Нижний Тагил в 1837 году. «Музеум» являлся закрытым учреждением, его цель заключалась в сборе, хранении и изучении коллекций и их использования как учебных пособий для учащихся Демидовского Выйского технического училища.
В 1891 году коллекция «Музеума» была объединена с коллекцией Выйского музея, и на их основе был создан «Горнозаводской музеум Нижнетагильского и Луньевского заводов», открытый для посещений. Однако этот музей проработал только до 1907 года и был закрыт вследствие недостатка финансирования, что привело к утрате многих его экспонатов.
Музей был воссоздан только в 1924 году как Нижнетагильский краеведческий музей. Его экспозиция была пополнена редкими предметами из бывших «Господских Домов» и окрестных церквей. Современный облик экспозиция музея в основном приобрела к концу 1980-х годов, когда из его состава был выведен отдел природы, а он стал именоваться историко-краеведческим.

## Экспозиции музея
Экспозиция музея состоит из 7 залов, экспонаты которых повествуют об истории Нижнего Тагила с древнейших времён до 1917 года:
- Зал № 1: первобытно-общинный строй от палеолита до раннего железного века; история освоения Среднего Урала русскими в XVI—XVII веках
- Зал № 2: история освоения месторождений, появление первых металлургических заводов в XVIII веке
- Зал № 3: история Нижнетагильского округа в период 1806—1861 годов
- Зал № 4: культурная жизнь Нижнетагильского округа в 1-й половине XIX века
- Зал № 5: Демидовы в истории русской культуры, русско-французских и русско-итальянских связей
- Зал № 6: жизнь Нижнетагильского округа во 2-й половине XIX века
- Зал № 7: жизнь Нижнетагильского округа в 1-й половине XX века

Экспозиционные залы
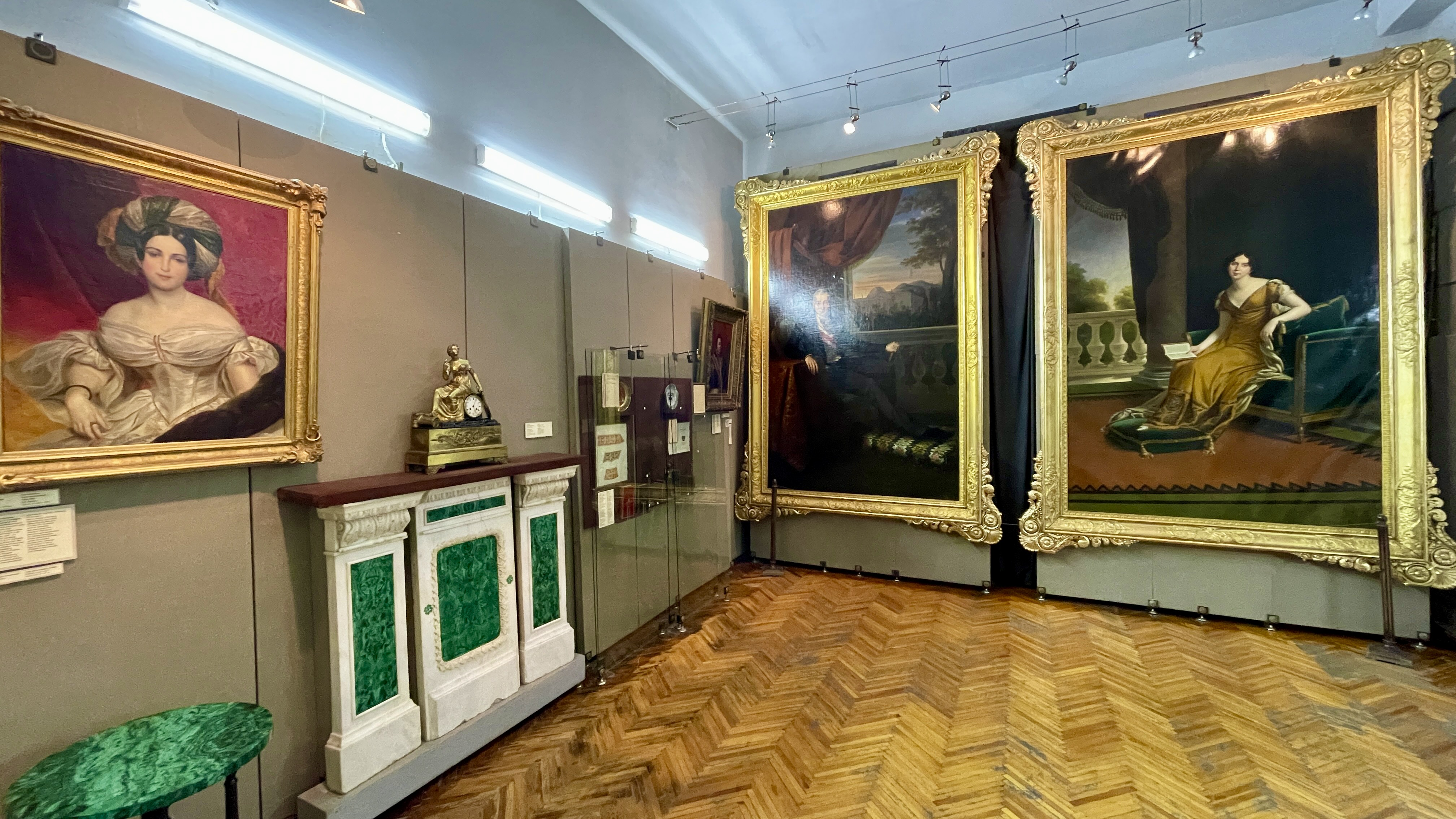
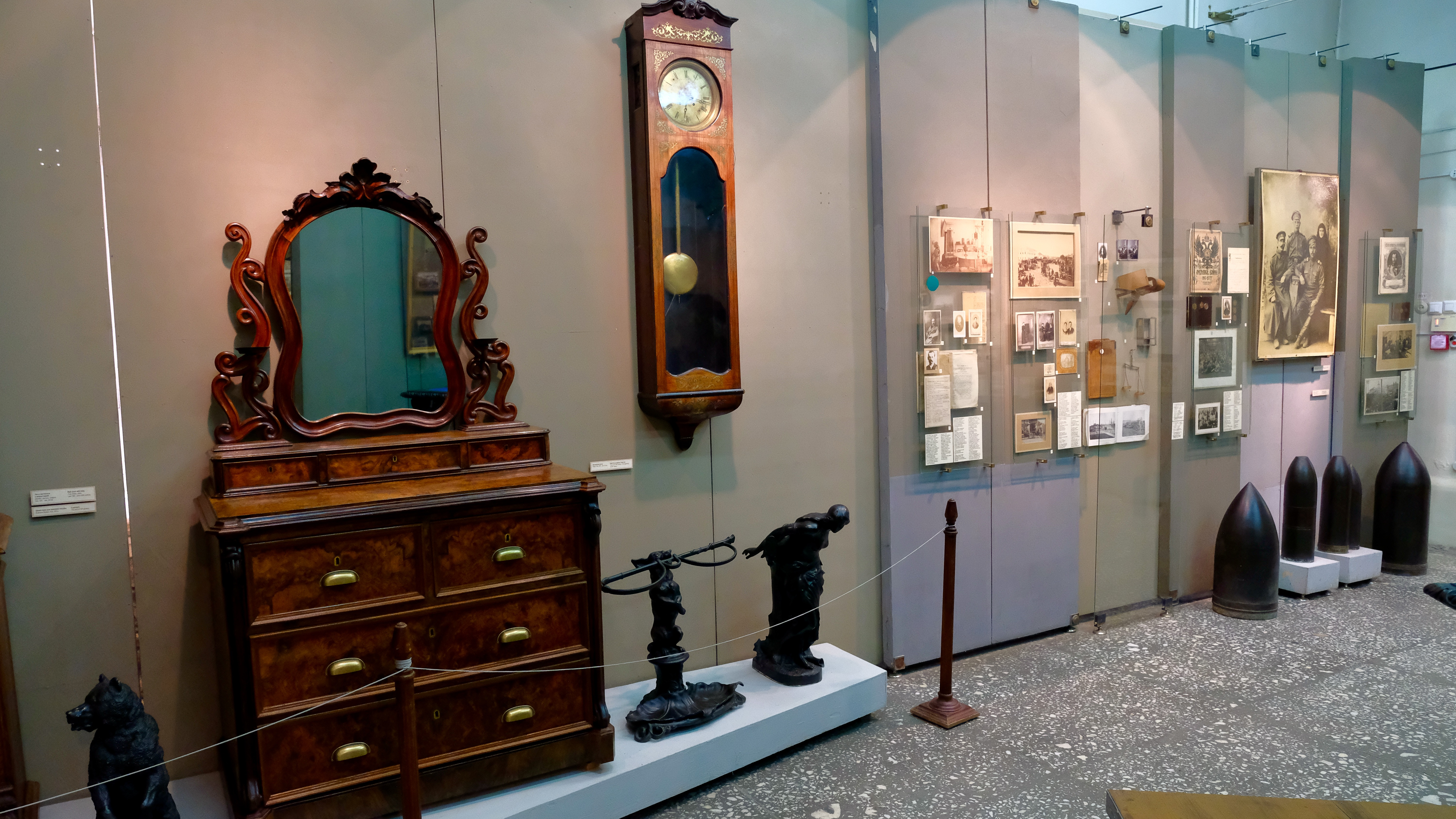
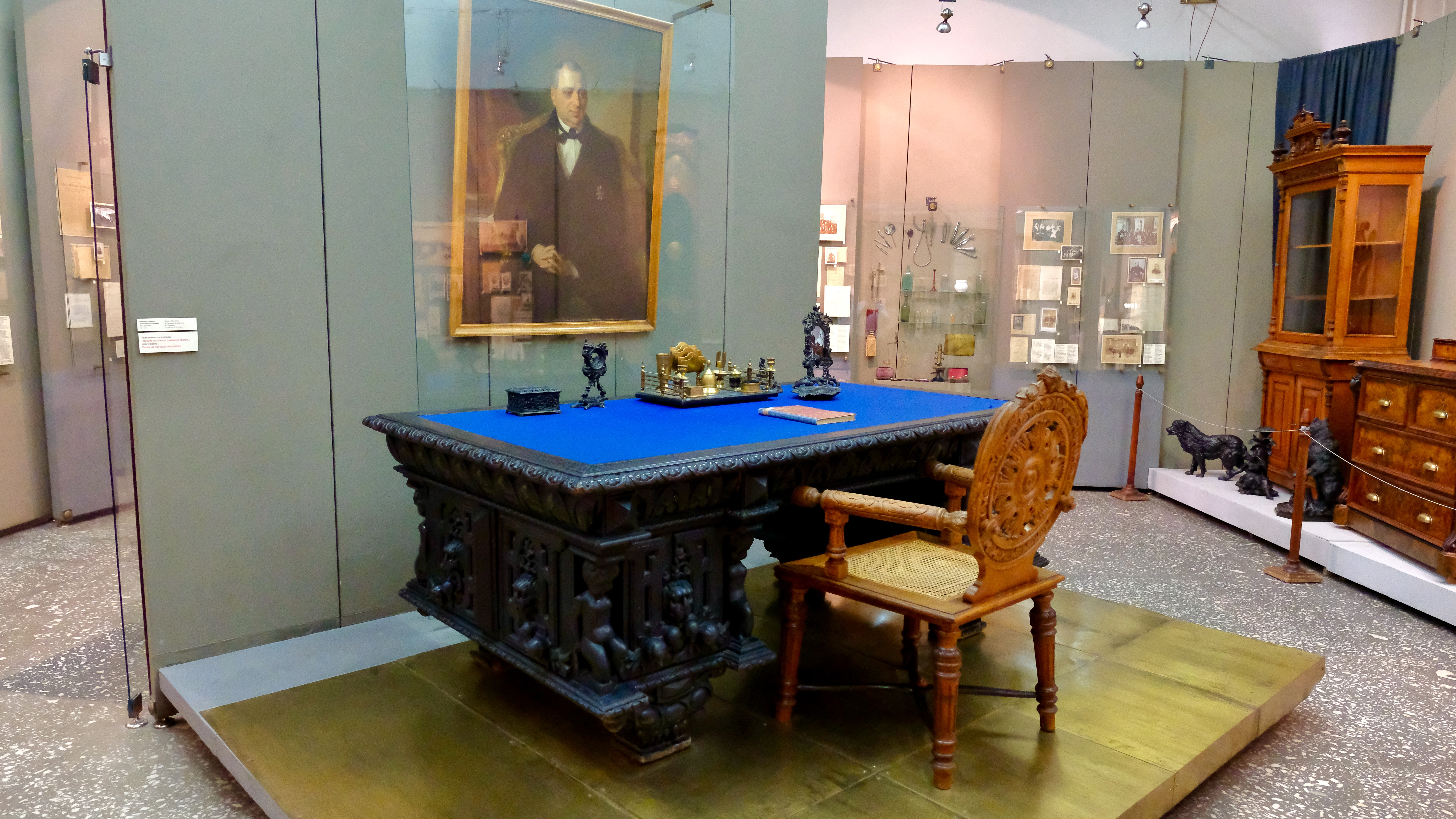
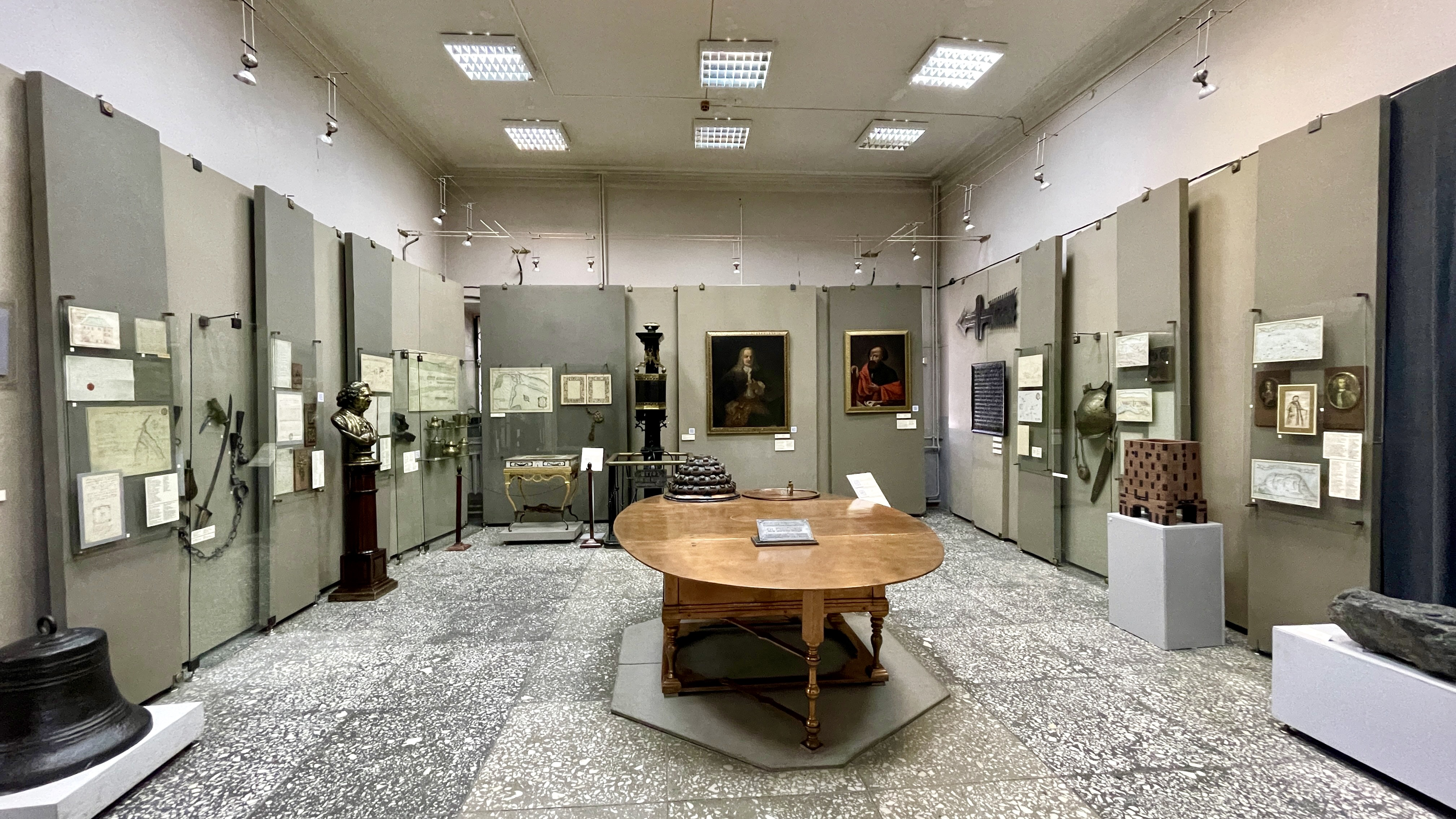
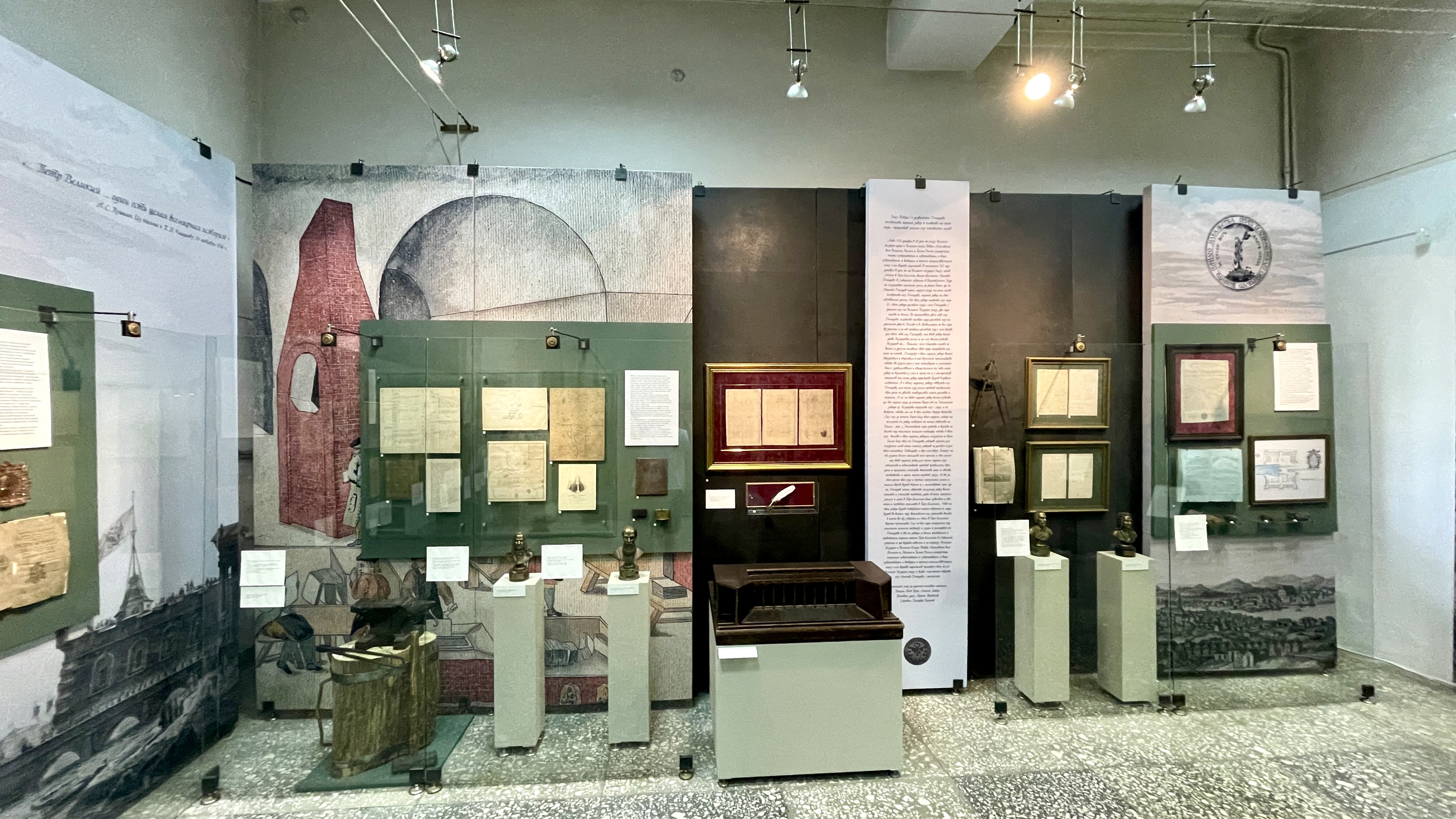
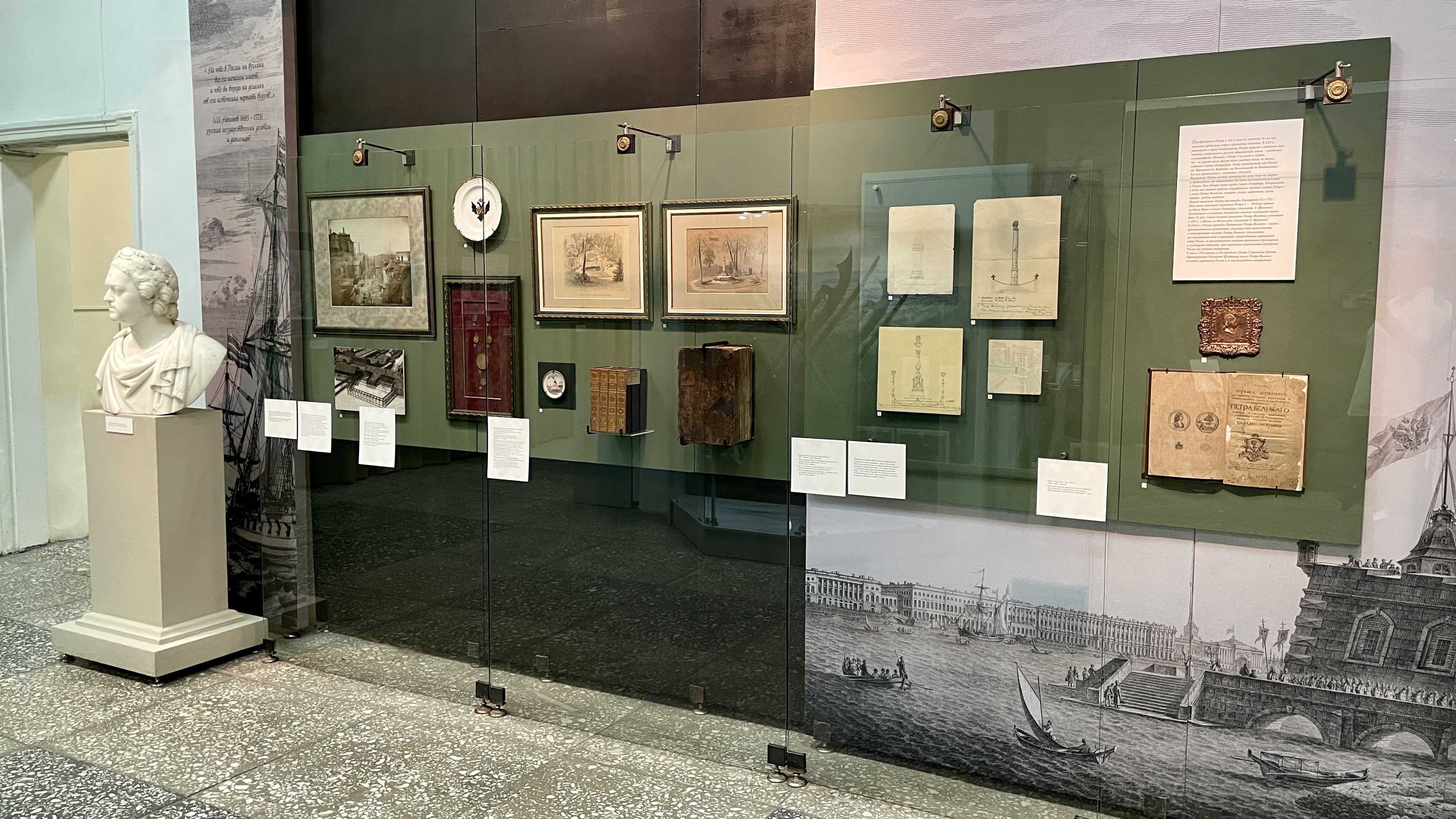

Экспонаты
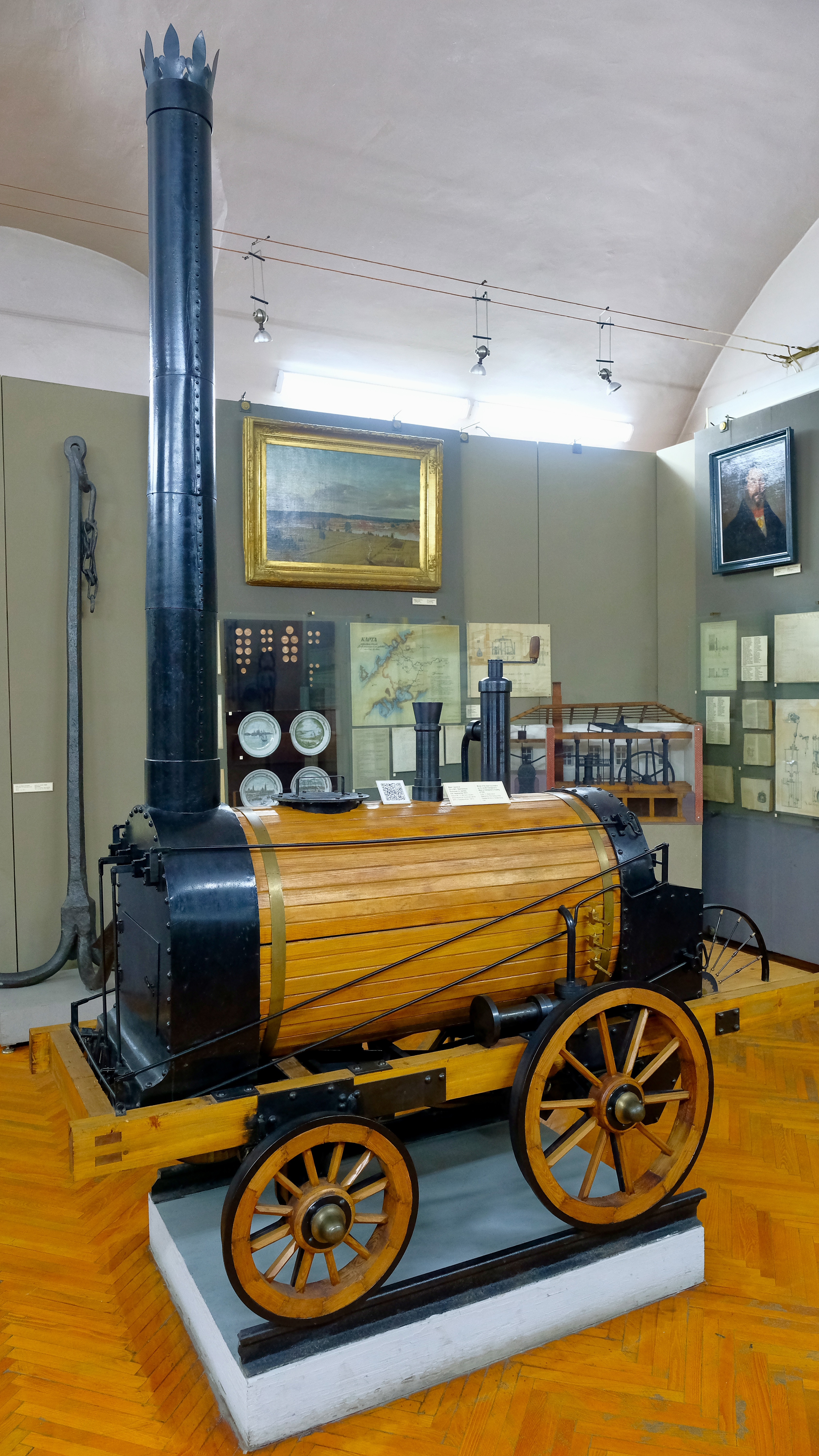
Модель паровоза Черепановых
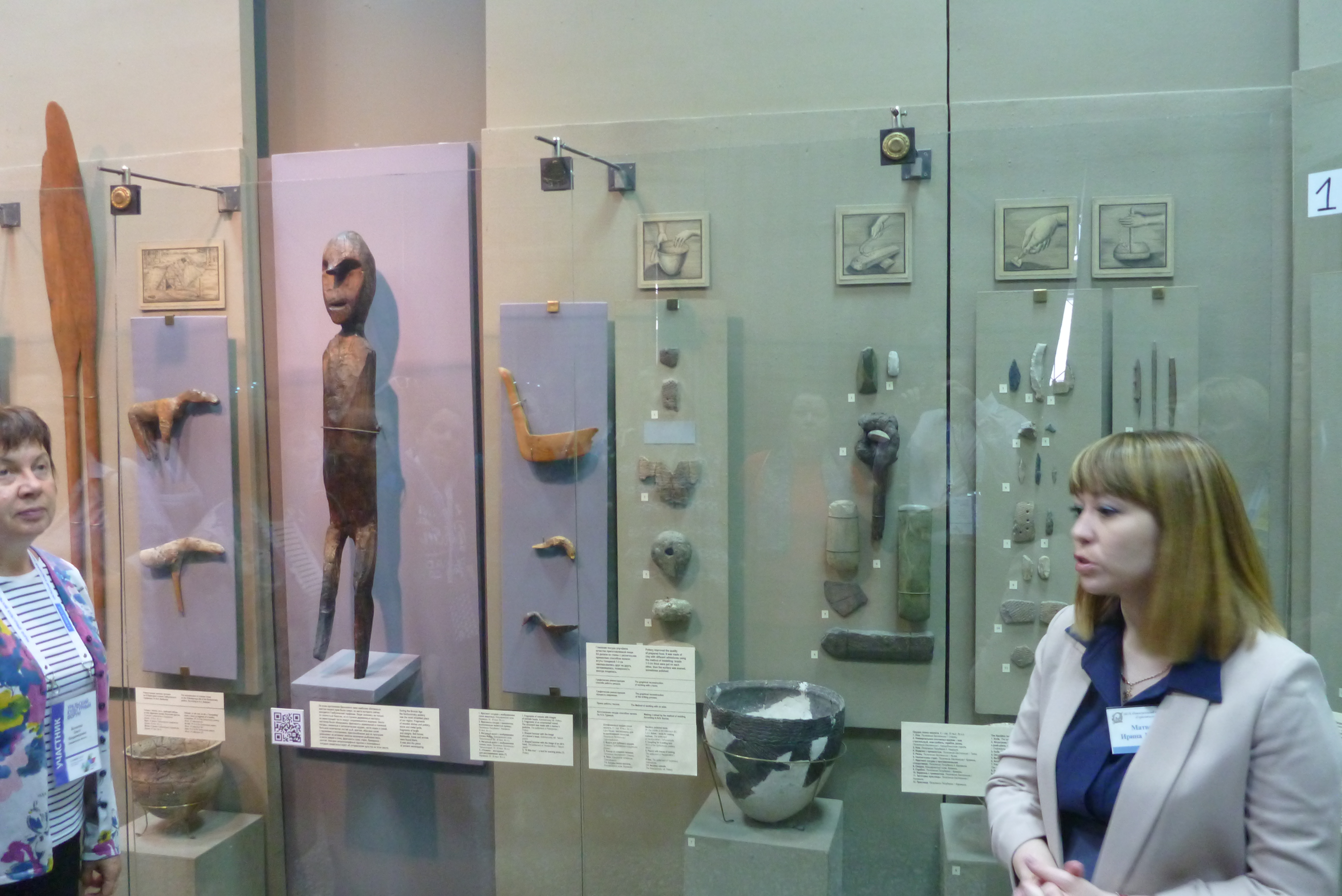
Стенд первобытных древностей
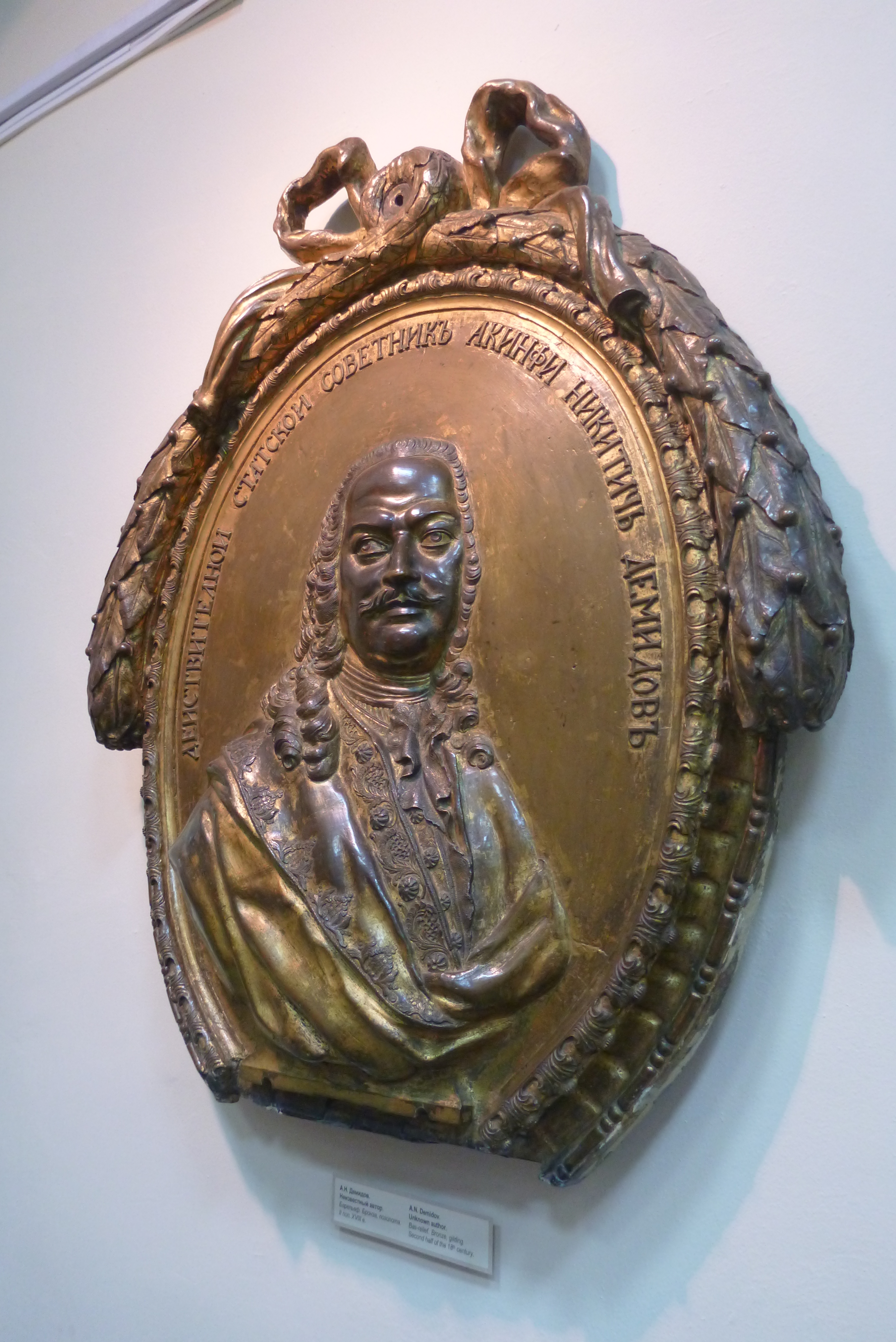
Бронзовый барельеф Акинфия Демидова
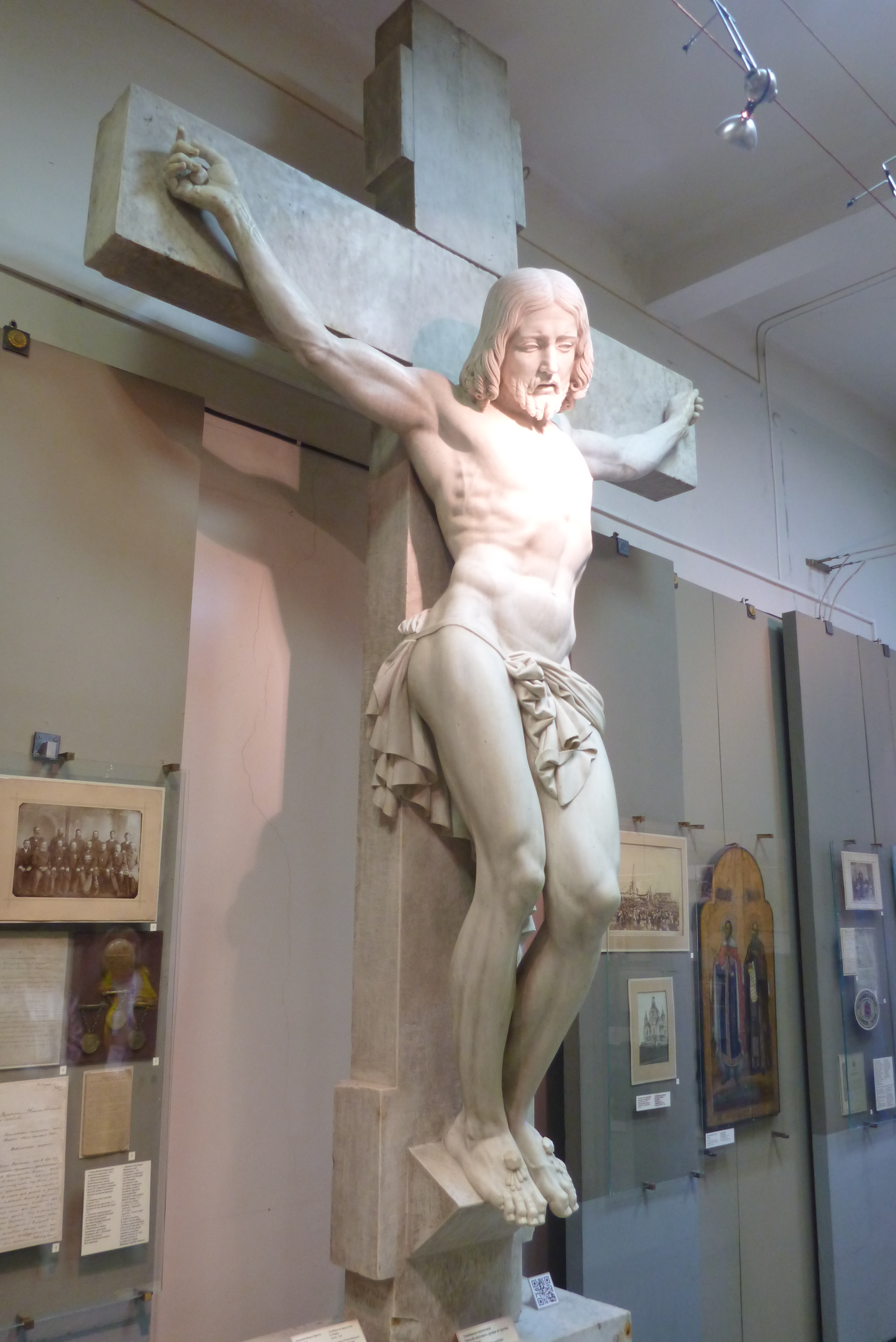
Считавшееся утраченным распятие работы Джеймса Прадье. Надгробный памятник Павлу Демидову
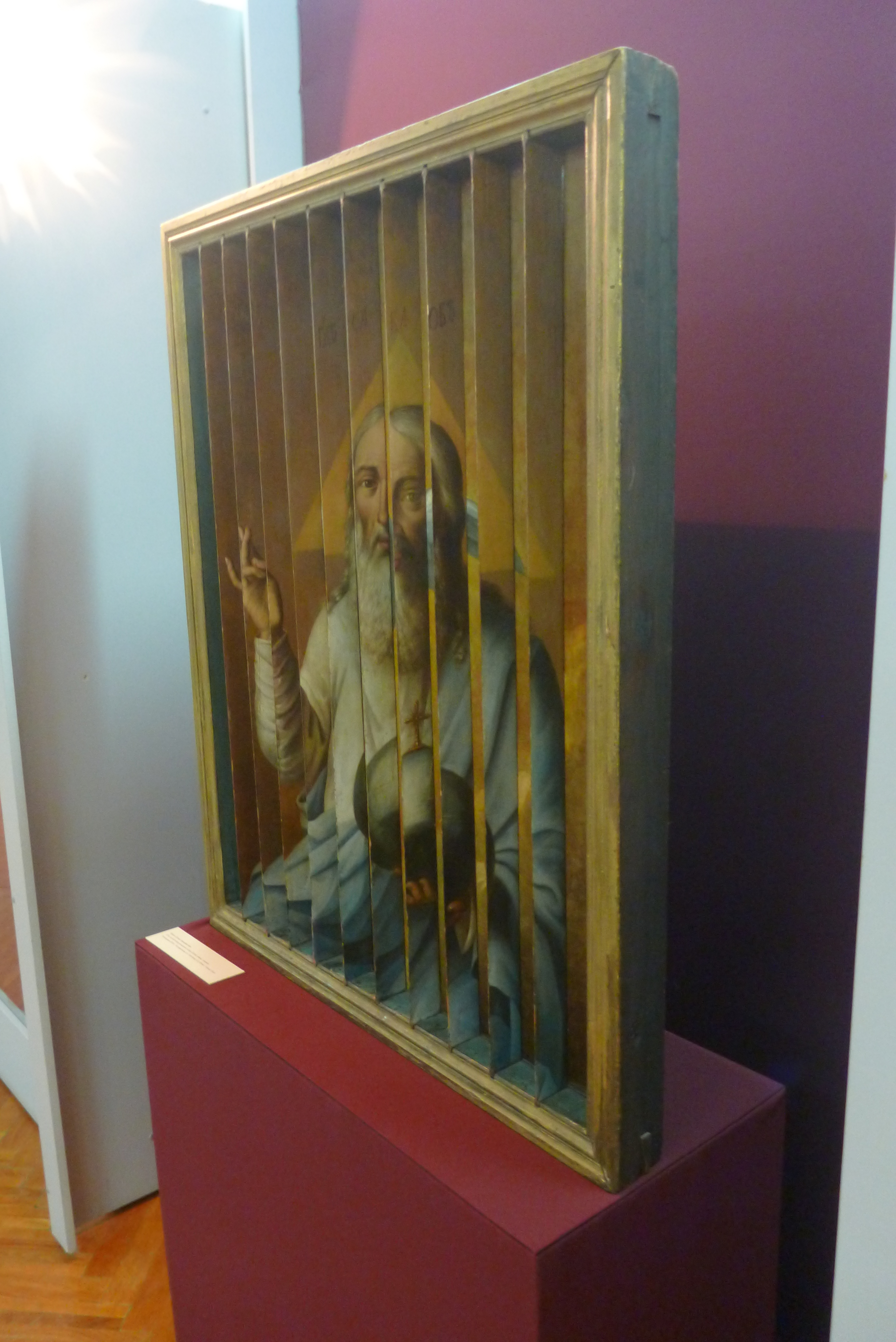
Икона Троица со зрительным эффектом из снесённой Входо-Иерусалимской церкви Нижнего Тагила. XIX век
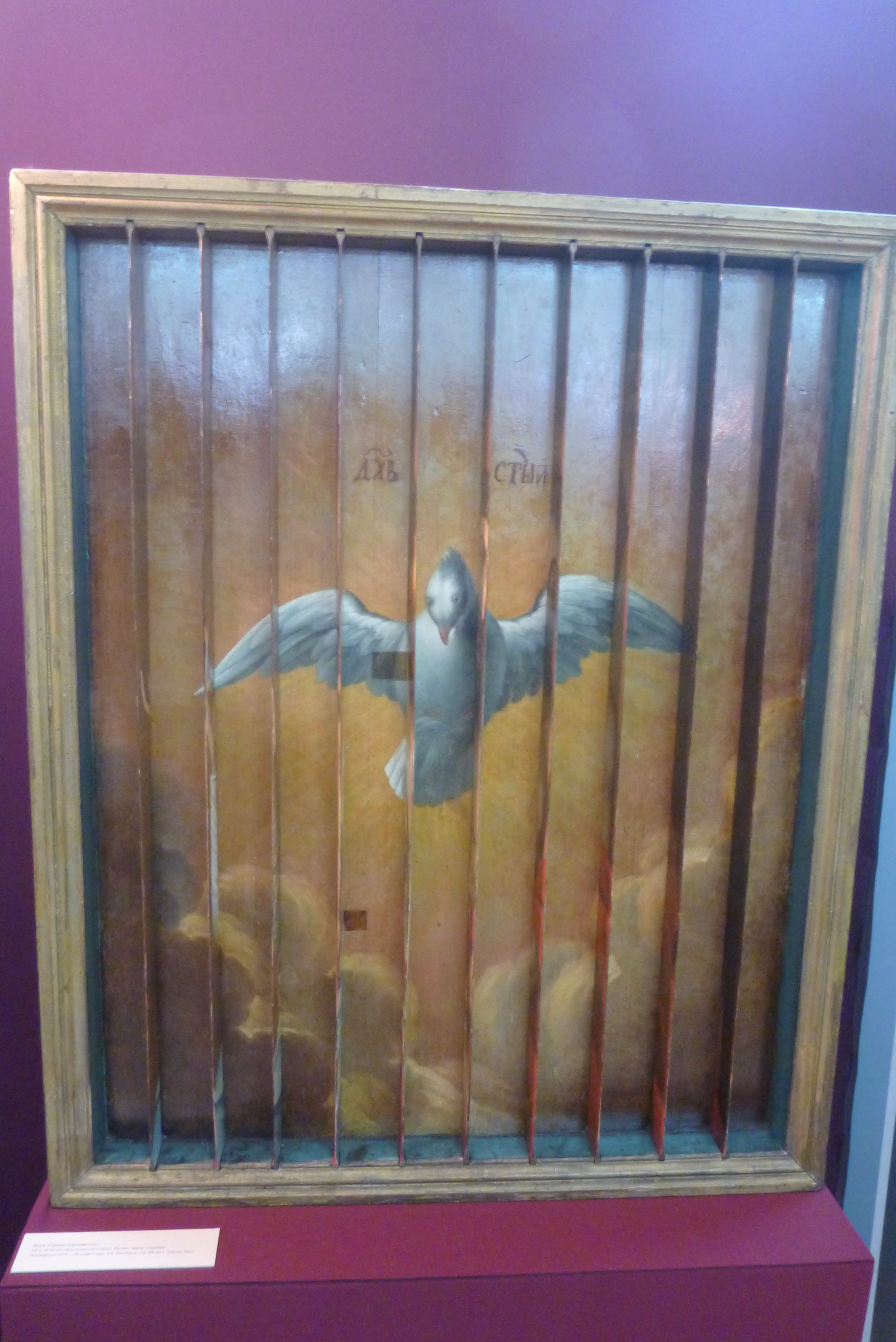
«Троица» при взгляде со стороны
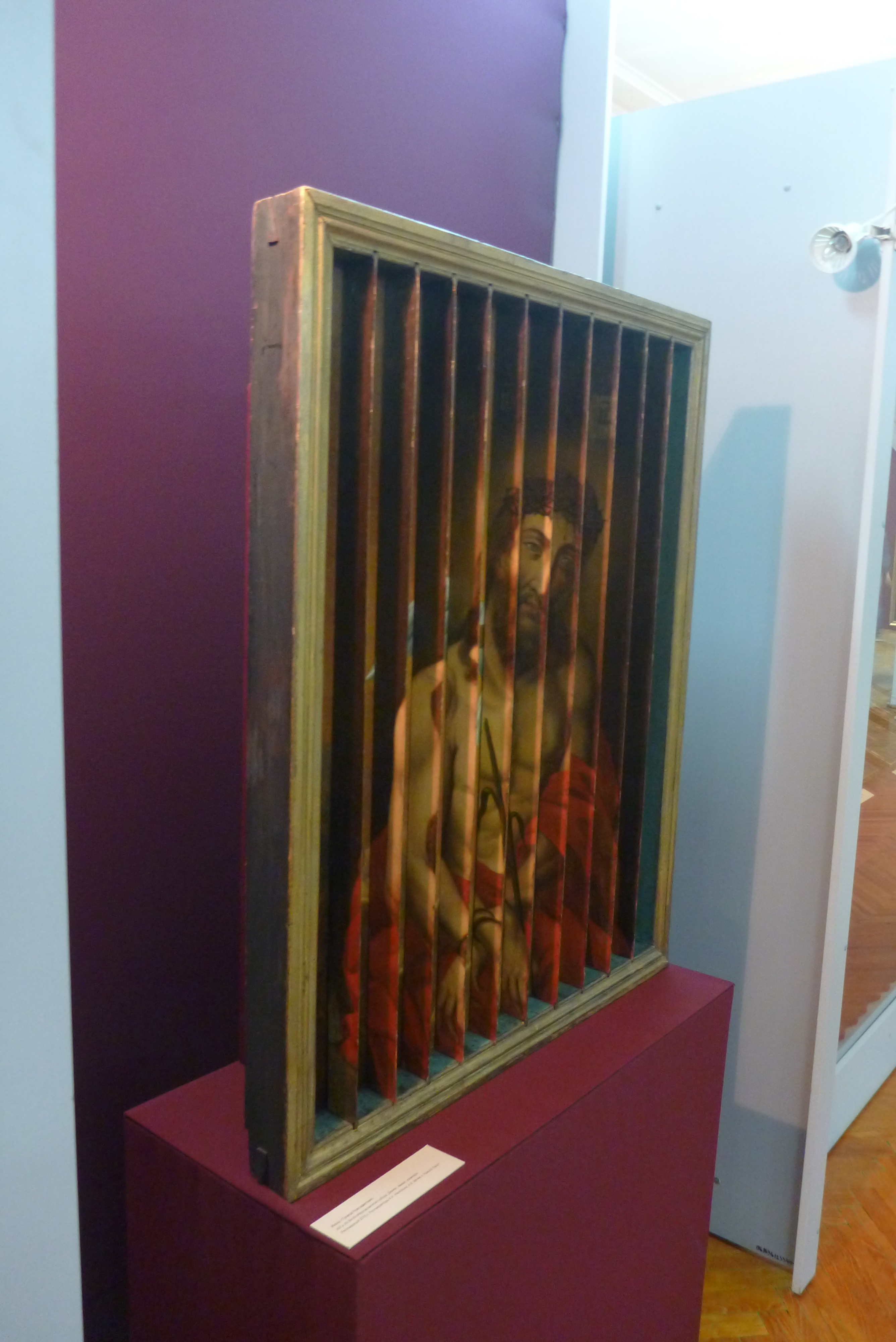
Взгляд с третьей стороны на «Троицу»
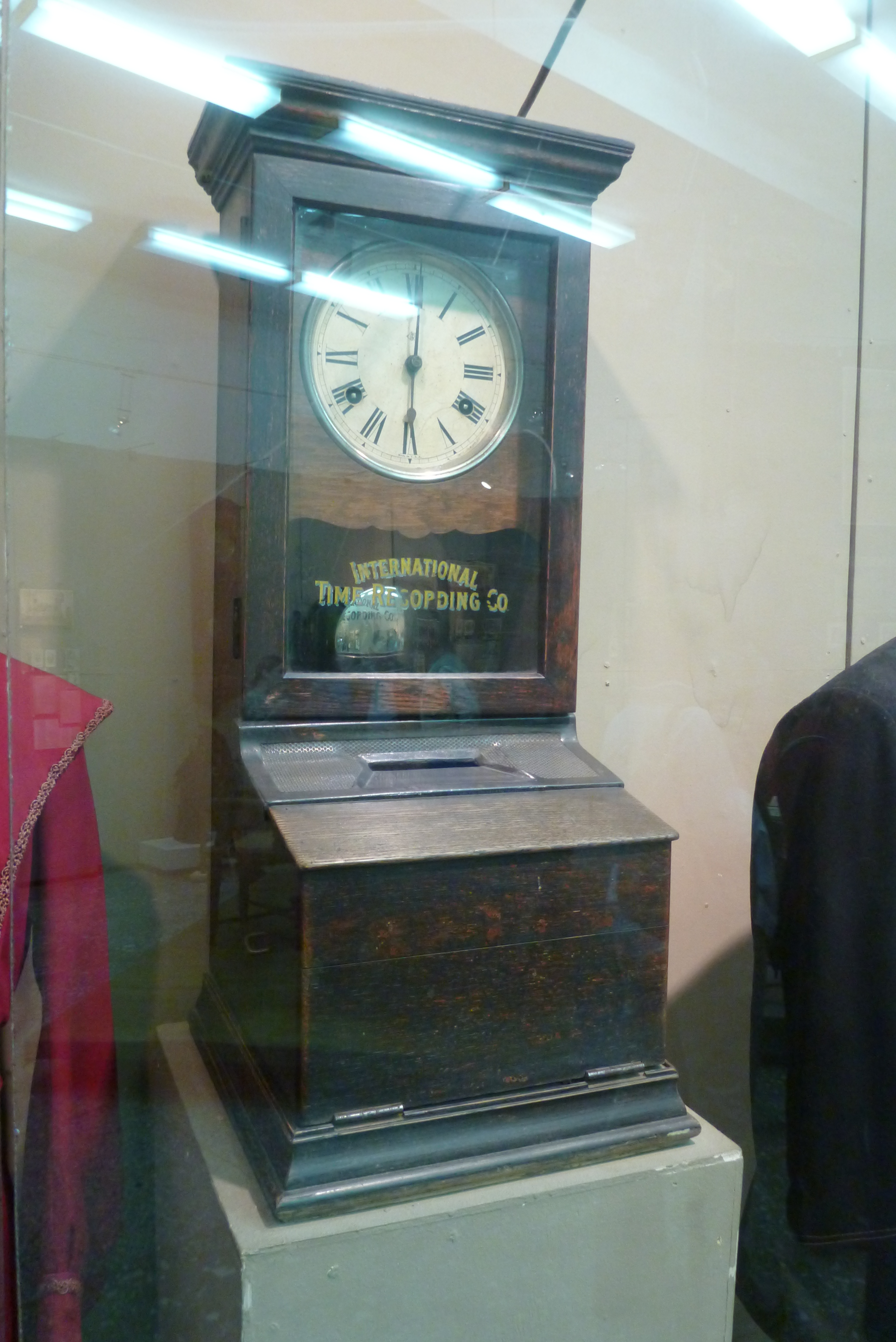
Заводские часы начала XX века (США), фиксировавшие время прихода на работу каждого человека, который опускал туда пропуск
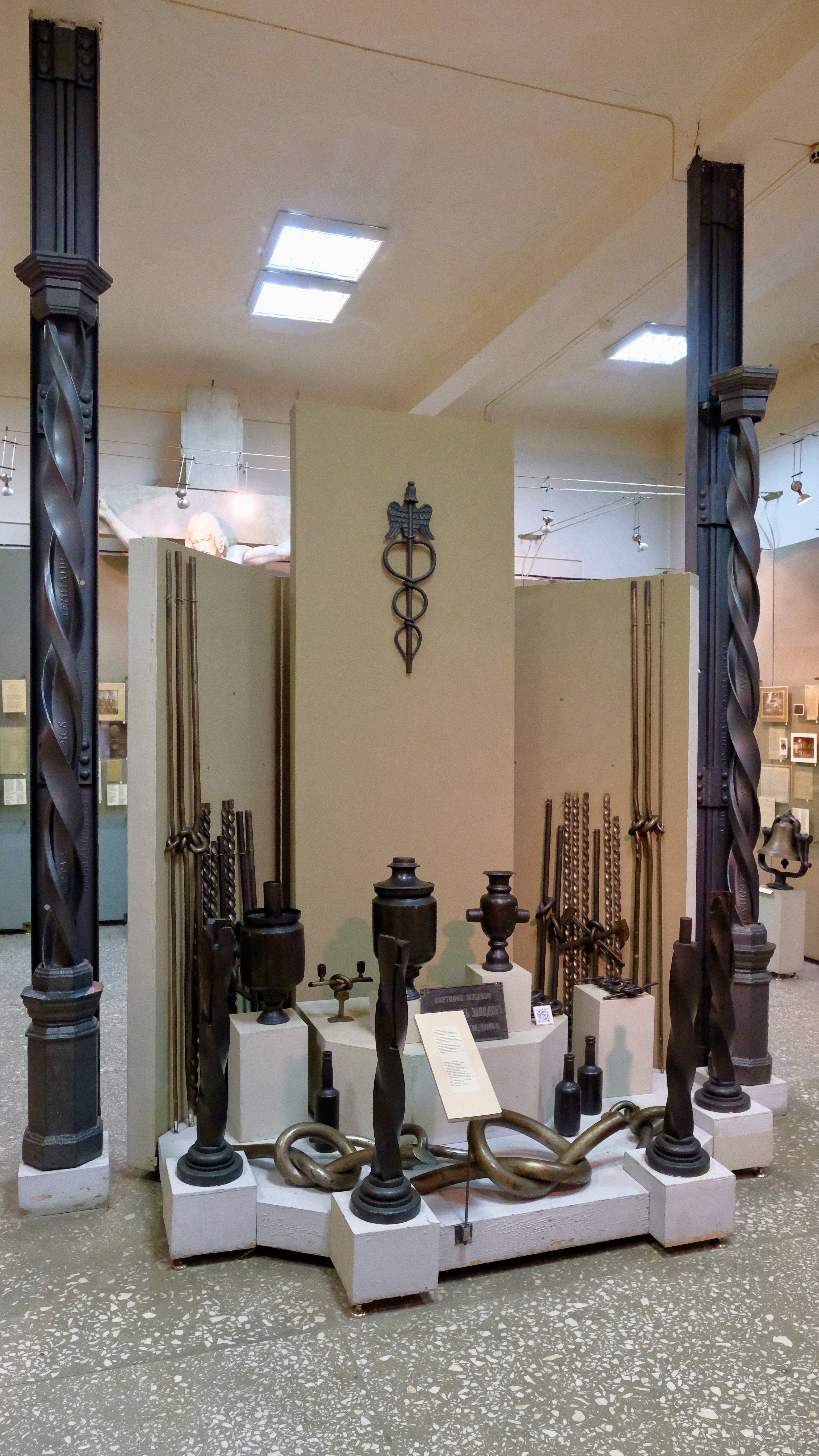
Выставочная продукция Нижнетагильского железоделательного завода
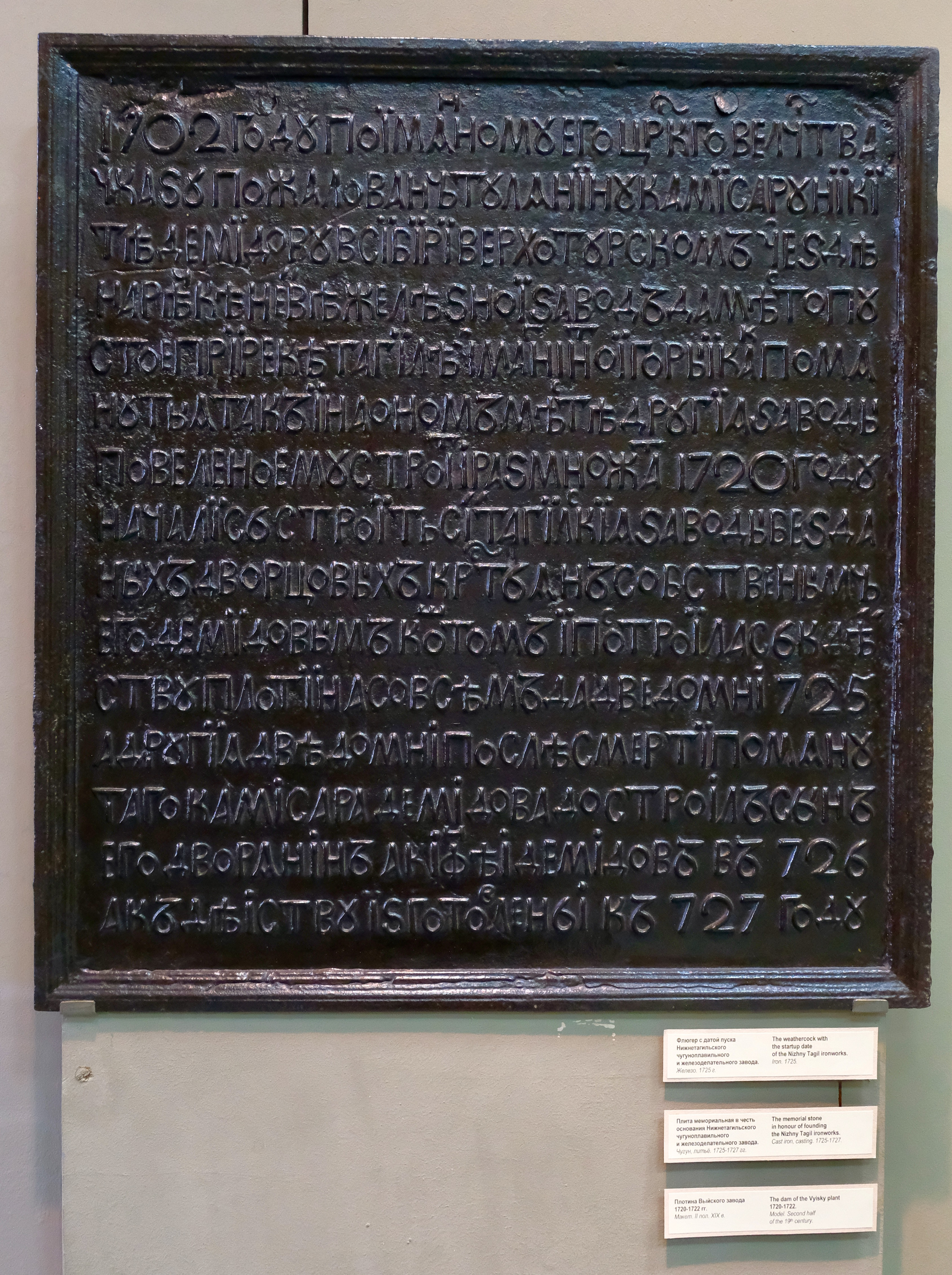
Памятная плита в честь запуска Нижнетагильского железоделательного завода
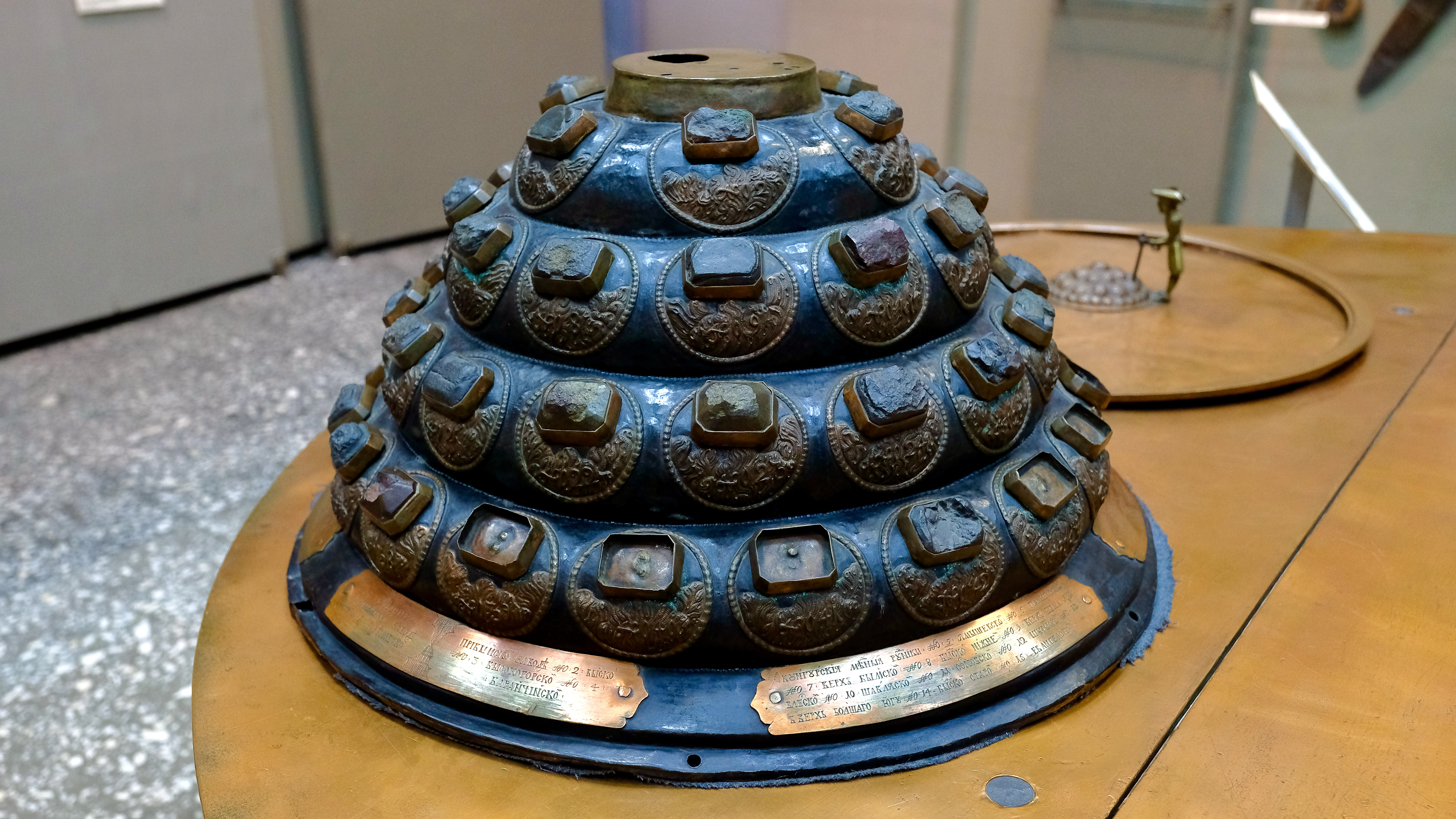
Рудная пирамида из коллекции А. Н. Демидова, 1728 год
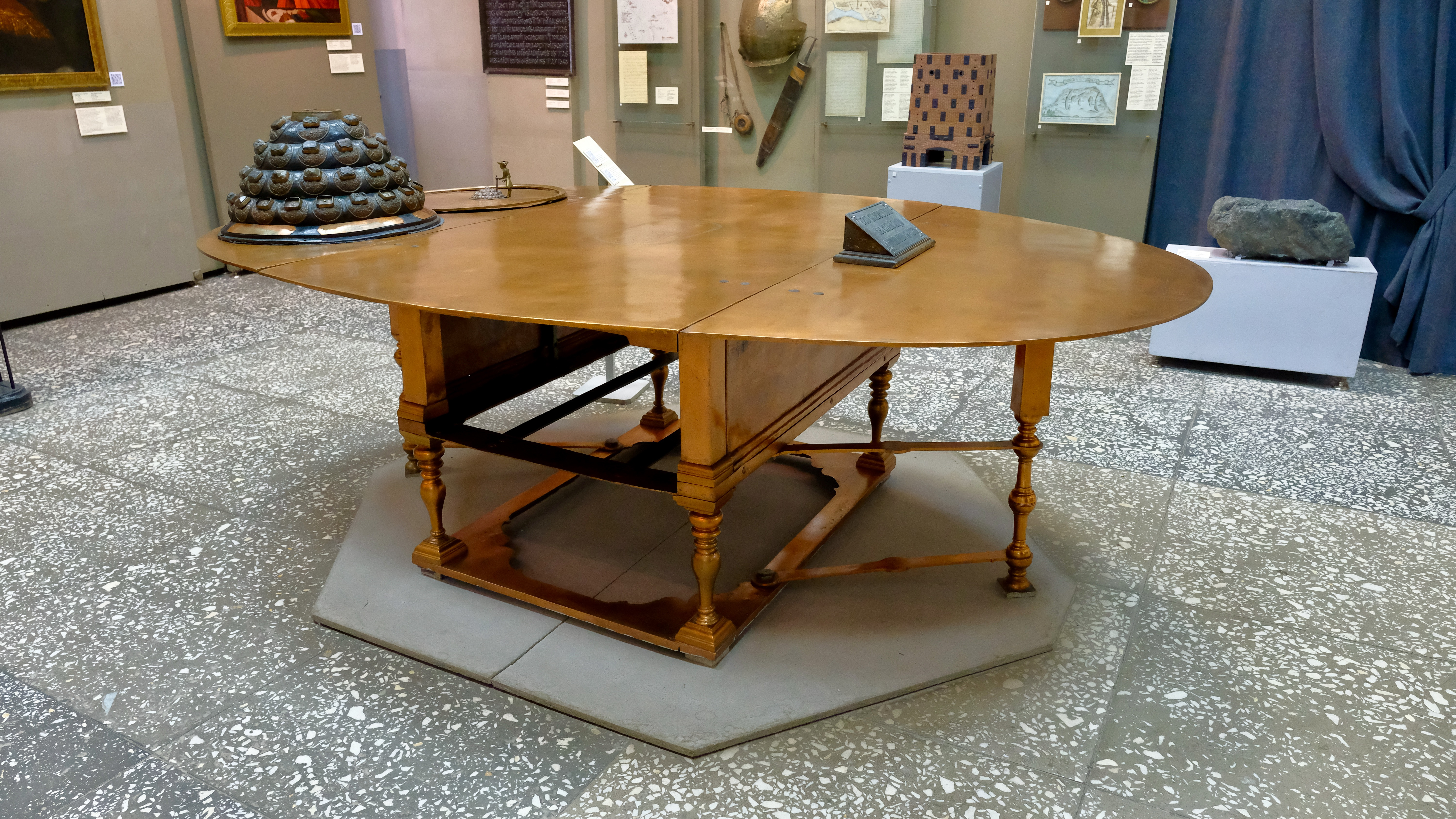
Стол, изготовленный в 1715 году из первой российской меди
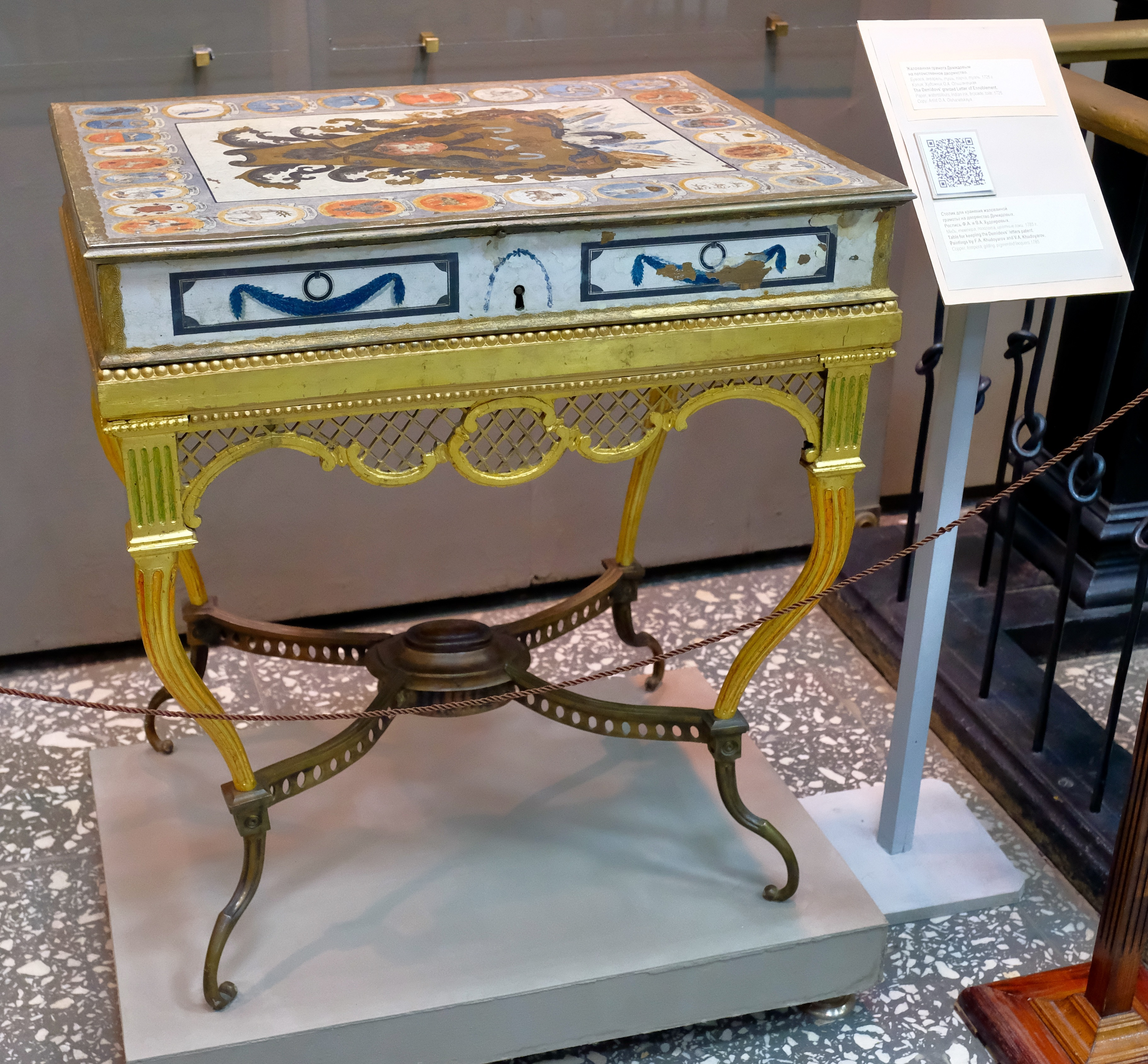
Стол, в котором хранилась грамота на дворянство Демидовых
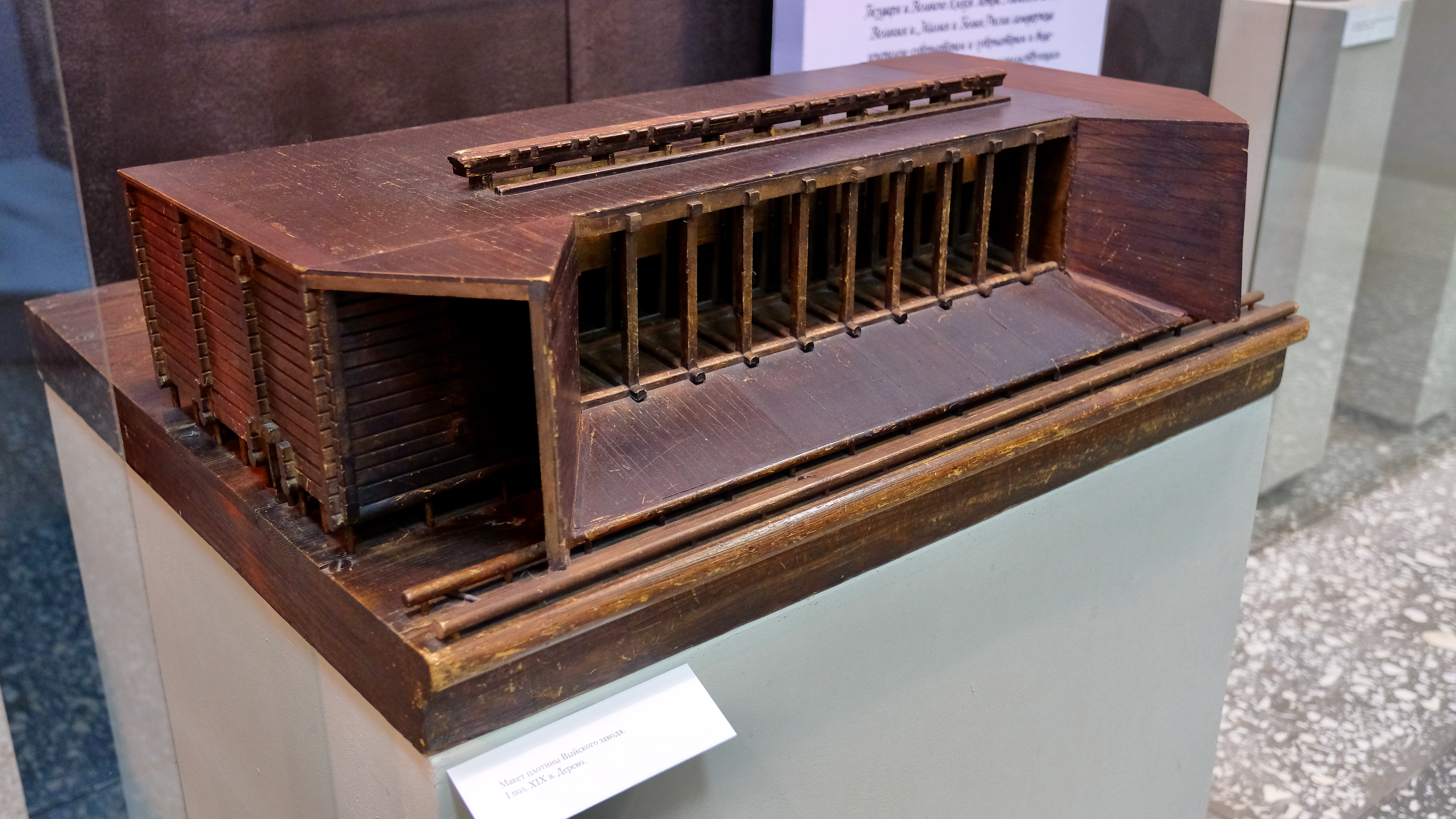
Модель плотины Выйского завода